# Fiat 418
Le Fiat 418 est un autobus typiquement urbain, produit par le constructeur italien Fiat Bus à partir de 1972.
Créé pour une utilisation très polyvalente dans toutes les villes d'Italie, ce bus urbain a connu un succès commercial sans précédent. Sa robustesse légendaire et ses caractéristiques mécaniques de fiabilité et de faible consommation feront que les derniers exemplaires de la société ATAC de Rome, celle qui en a compté le plus grand nombre dans son parc, 295 exemplaires, ont été radiés en 2003 uniquement, soit après 31 ans de service.
Comme de coutume en Italie, le Fiat 418, en plus de la version constructeur avec carrosserie « Cameri » du nom de l'usine où était produit le véhicule, était également disponible avec plusieurs carrosseries conçues et réalisées par les Carrossiers spécialisés Menarini, Portesi, Pistoiesi, Breda C.F., etc.
La première version de 1972 disposait d'un pare-brise bombé (cylindro-cyclique), à la mode à cette époque. La seconde série "418 AL", lancée en 1976, aura un pare-brise plat en éperon, saillant sur l'avant. La partie horizontale en saillie était vitrée et permettait au chaufferur de s'approcher au plus près des véhicules le précédent sans risque de les heurter grâce à une visibilité parfaite sur l'avant bas.
Le Fiat 418 était équipé du moteur Fiat 8200.12 de 9.819 cm3 développant 143 kW de puissance. La version 418 AL disposait d'une boîte de vitesses automatique.

## La version articulée
Les Carrozzeria Macchi et Viberti réaliseront des versions articulées à partir de la version 418 AL qui connurent une bonne diffusion dans les grandes villes italiennes.